# But / Aishô
Singles de Kumi Kōda
Cherry Girl / Unmei
(2007) FREAKY
(2007)
BUT / Aishô est le 35e single de Kumi Kōda sorti sous le label Rhythm Zone le 14 mars 2007 au Japon. Il atteint la 2e place du classement de l'Oricon. Il se vend à 63 692 exemplaires la première semaine, et reste classé pendant 14 semaines, pour un total de 130 890 exemplaires vendus. Il sort en format CD et CD+DVD.
But a été utilisé comme thème musical pour la version japonaise du film Step Up. Aishô a été utilisé comme thème musical pour le drama Ai no Rukeichi.

## Liste des titres
Toutes les paroles sont écrites par Kumi Kōda.
| 1. | But                                                    | Tommy Henriksen            | 3:39 |
| 2. | Aishô (愛証)                                           | Reika Yuuki, Masaki Iehara | 3:55 |
| 3. | But (The Ghettobots Remix) (Edition Limitée seulement) | Tommy Henriksen            | 3:53 |
| 4. | But (instrumental)                                     | Tommy Henriksen            | 3:38 |
| 5. | Aishô (Instrumental) (愛証)                            | Reika Yuuki, Masaki Iehara | 3:52 |

| 1. | But          |  |
| 2. | Aishô (愛証) |  |
| 3. | Making of    |  |